# Thrypticus zagulyaevi
Thrypticus zagulyaevi är en tvåvingeart som beskrevs av Grichanov 1998. Thrypticus zagulyaevi ingår i släktet Thrypticus och familjen styltflugor.
Artens utbredningsområde är Kenya. Inga underarter finns listade i Catalogue of Life.